# Wilsberg: Prognose Mord
Prognose Mord ist die 59. Folge der Fernsehfilmreihe Wilsberg. 
Der Film basiert auf der Wilsberg-Figur von Jürgen Kehrer. Die Erstausstrahlung erfolgte am 3. März 2018 im ZDF. Regie führte Thomas Kronthaler, das Drehbuch schrieb Eckehard Ziedrich.

## Handlung
Steuerfahnder Matthias Lehnhoff wird am Ende seiner Geburtstagsfeier vor dem Lokal erschossen. Ekki und Wilsberg hören den Schuss und finden Lehnhoffs Ehefrau Hanna neben der Leiche, eine Pistole in der Hand. Hanna war eine Jugendliebe Ekkis, und er drängt Wilsberg, sie von dem dringenden Tatverdacht zu befreien.
Währenddessen erhält Overbeck von einem Freund eine russische Spionagesoftware, die es ermöglicht, jenseits jeglichen Datenschutzes detaillierte Online-Profile von Personen zu erstellen und Straftaten zu prognostizieren. Damit versucht er sich bei seinen Vorgesetzten beliebt zu machen, doch als ein zweiter Mord von der Software tatsächlich korrekt vorhergesagt wurde, wird Overbeck dazu gedrängt, die Software wieder zu deinstallieren, um einen Skandal zu vermeiden. Die Deinstallation erweist sich jedoch als passwortgeschützt, während die Software nach und nach von Overbecks Dienstrechner aus das gesamte IT-System der Polizei kapert. Erst ganz am Schluss gelingt Wilsberg die Deinstallation durch einen zufälligen Tastendruck.
Die Ermittlungen stoßen auf ein Netzwerk von Sozialbetrug: Ein Förderverein für Migranten hat für nicht existierende Personen hohe staatliche Unterstützungen abgeschöpft und betrügerische Geschäfte getätigt. Die beiden Mordopfer waren mit diesem Verein verbunden.
Ekki verliebt sich nach und nach wieder in Hanna und tröstet sie, doch kurz bevor es zu intimen Kontakten kommt, entdeckt er durch Zufall, dass tatsächlich sie die beiden Morde begangen hat. Damit konfrontiert, stürzt sie sich mit einem Messer auf ihn, doch Wilsberg und die Polizei treffen noch rechtzeitig ein, um sie festzunehmen.

## Trivia
Der Running Gag Bielefeld erscheint in einer Schlagzeile einer Zeitung, die Wilsberg in Lehnhoffs Arbeitszimmer findet (Minute 09:08), und noch einmal kurz vor Schluss, als Overbeck sich überraschend herzlich von Wilsberg verabschiedet: er habe soeben per E-Mail gekündigt und nehme eine Stelle in Bielefeld an (ab Minute 85:41). Wegen der IT-Störungen an dem Morgen wurden jedoch keine E-Mails transportiert, er bleibt also in Münster.

## Rezeption

### Einschaltquote
Die Erstausstrahlung am 3. März 2018 erreichte 7,98 Millionen Zuschauer, was einem Marktanteil von 24,2 % entsprach. Von den 14- bis 49-jährigen Zuschauern schalteten 1,31 Millionen ein, das ergab einen Marktanteil von 12,7 %.

### Kritik
Tilmann P. Gangloff kritisierte für die Frankfurter Rundschau und kam zu dem Urteil: „Man kann sicher darüber streiten, ob es ein Qualitätsmerkmal ist, wenn sich die Handlung eines Films in zwei prägnanten Sätzen wiedergeben lässt; derlei dürfte doch in erster Linie die Marketingabteilung erfreuen. Andererseits ist eine Geschichte natürlich nicht automatisch gut, nur weil sie so kompliziert und verzwickt ist, dass eine Nacherzählung ausufern würde. Wenn diese Komplexität allerdings zur Folge hat, dass selbst nach der Hälfte eines Films völlig offen ist, worauf die Handlung hinausläuft, dann ist das gerade bei einem Reihenbeitrag durchaus ein Qualitätselement.“
Die Berliner Zeitung schrieb: Prognose Mord „ist eine Krimikomödie, die von ihrem Charme und Dialogen an frühere Folgen anschließt. Spannung und Witz packen Eckehard Ziedrich (Buch) und Thomas Kronthaler (Regie) in ein gelungenes Gleichgewicht. Beim Finale kommt sogar Spannung auf. Das Team um Wilsberg, Ekki und Rechtsanwältin Alexandra Holtkamp (Ina Paule Klink) ermittelt im Bereich der Wohnungsmafia in Münster und muss gleich mehrmals überraschende Wenden in dem Mordfall verdauen.“
Ulrich Feld von der Frankfurter Neuen Presse wertete: „Insgesamt kann die weitschweifige Geschichte trotz Ekkis tragischer Liebe diesmal allerdings keine Begeisterung wecken. Zumal auch die Lösung nicht glaubwürdig ausfällt: Das jemand, der für das LKA arbeitet, damit zugleich einen gigantischen Sozialbetrug ausführt, ohne dass die Behörde davon etwas merkt, muss der Zuschauer erst einmal schlucken.“
Harald Suerland von den Westfälischen Nachrichten freut sich über „nette Eskapaden“, die „einem erst mal einfallen“ müssen. Die Folge sei „zu Beginn und am Ende sogar ein richtiger Krimi“. „Im Zentrum allerdings standen, hübsch in Szene gesetzt, die Overbeck-Eskapaden, und zumindest der erste Paar-Auftritt von Ekki und Alex als kurioses Paar war lustig – der zweite in grotesker Verkleidung hingegen überschritt die Schwelle zum Albernen“, urteilt Suerland weiter. „Im Gegensatz zu mancher an Glaubwürdigkeit krankenden Wilsberg-Folge war diese hier immerhin fantasievoll konstruiert“, schließt Suerland seine wohlwollende Kritik.
Die Kritiker der Fernsehzeitschrift TV Spielfilm zeigten den Daumen nach oben, bemängelten einige Stolpersteine des Plots, lobten aber dass Zeit für die Figuren bleibe und zogen das Fazit „Sieh an, Wilsbergs alter Charme ist zurück“.